# Воробьёв, Фёдор Данилович
Фёдор Дани́лович Воробьёв (3 марта 1904, слобода Новая Сотня Харьковского сельсовета Острогожского района — 10 ноября 1992, Москва) — учёный, военный историк, полковник, один из основоположников научной истории Великой Отечественной войны 1941—1945 гг. Кавалер ордена Ленина, двух орденов Боевого Красного Знамени, ордена Красной Звезды, ордена Отечественной войны первой и второй степени. Награждён медалями «За оборону Москвы», «За оборону Сталинграда», «За взятие Берлина», «За победу над Германией», а также медалями и знаками послевоенного периода.

## Ранняя биография. Гражданская война, этапы военной службы
Фёдор Воробьев родился в слободе Новая Сотня Харьковского сельсовета Острогожского района Воронежской области в семье рабочих строительной артели. С 1913 по 1919 год учился в начальной школе, после её окончания — во второклассной учительской школе. 15 августа 1921 г. добровольцем вступил в ряды Красной Армии и был зачислен в 22-ю Воронежскую пехотную школу командного состава. В 1923 году, после расформирования пехотной школы, был переведен в 11-ю Нижегородскую пехотную школу командного состава, которую и окончил в сентябре 1924 г. После окончания пехотной школы службу проходил только в строю: в 1924 г. переведен в Киев и назначен командиром стрелкового взвода 133-го стрелкового полка 45-й стрелковой дивизии, далее служил командиром стрелковой роты, командиром стрелкового батальона, помощником командира стрелкового полка по строевой части. С февраля 1932 г. служил Помощником начальника штаба полка.
- 1937 г. — Помощник начальника штаба по разведке в 137-м стрелковом полку;
- 1938 г. — врио начальника штаба 13 стрелкового корпуса УВО в звании майора Красной армии.

Служил в городах: Воронеж, Нижний Новгород, Киев, Одесса, Каменец-Подольский, Артёмовск, Коростень, Фастов, Белая Церковь.

## Академия им. М. В. Фрунзе. Вступление на стезю военного историка
В 1938 по приказу Ворошилова К. Е. зачислен на 3-й курс Академии им М. В. Фрунзе (два курса академии закончил заочно). В 1939 г. вступил в члены ВКПб. После окончания академии в мае 1939 г. приказом Начальника Генерального штаба Шапошникова Б. М. зачислен в 10-й военно-исторический отдел Генерального штаба Красной Армии. Вот как описывает сам Фёдор Данилович это судьбоносное и неожиданное для него событие в книге «Записки военного историка»: «За месяц до окончания учебы (май 1939 г.) в академии, вдруг, в процессе занятий, от руководителя нашей группы комкора Антонюка Максима Антоновича последовало приказание — явиться в учебную часть академии. У порога учебной части академии меня встретил полковник, назвавший себя Чернышёвым». Последовал вопрос: «Не желаете ли вы после окончания академии работать в Генеральном штабе?» Ответ: «Для меня это большая честь». И по-военному короткий вердикт: «Приказ о вашем назначении в Генеральный штаб в своё время последует». (Ф. Д. Воробьёв «Записки военного историка» М. 2010, с. 6).

## Великая Отечественная война
Войну Ф. Д. Воробьёв встретил в должности старшего научного сотрудника Военно-исторического отдела Генерального штаба Красной Армии. С декабря 1941 г., по апрель 1942 г. — офицер Генерального штаба при 11-й армии Северо-Западного фронта. В декабре 1942 г началось формирование военно-исторических групп, и сотрудники Военно-исторического отдела были отозваны из действующей армии в Москву. Ф. Д. Воробьёв включен в группу под руководством полковника Н. М. Замятина, основной задачей которой являлось исследование операций стратегического значения, имевших цель послужить переломом в событиях войны. «…В самом начале Великой Отечественной войны 1941—1945 гг., несмотря на порой сложные ситуации, руководство Генерального штаба включает офицеров Военно-исторического отдела в исследование операций начального периода, с тем, чтобы как можно быстрее опыт операций довести до командиров и их штабов». (Ф. Д. Воробьев «Записки военного историка» М. 2010, с. 4) «…Военные историки тщательно изучали ход событий. Эта практика использования военных историков полностью себя оправдала и принесла несомненную пользу Вооруженным Силам». (Ф. Д. Воробьев «Записки военного историка» М. 2010, с. 5). «Принцип, как указывалось выше, использования военных историков в ходе войны состоял в том, чтобы историки находились на фронте от начала организации операции до её завершения, а затем операция описывалась либо на фронте, либо в Москве». (Ф. Д. Воробьев «Записки военного историка» М. 2010, с. 16). Ввиду огромной важности поставленной перед ними задачи, военные историки были наделены исключительными полномочиями. Штабы фронтов и армий, командиры войсковых соединения и частей были обязаны по первому требованию предоставлять информацию о событиях на фронтах боевых действий, в том числе и донесения с грифом «Совершенно секретно», подготовленные для Ставки Верховного главнокомандования. Участники группы имели право вести личные переговоры с высшим командным составом для получения наиболее полной информации об обстановке на фронтах. «…особенность нашей работы состояла в том, что мы действовали по следам событий и воспроизводили их в ходе вооруженной борьбы. Надо было осмыслить наступательные операции по стратегическим направлениям, правильно оценить каждый удар, а все удары и их значение разделить на удары зимней кампании и удары летней кампании и оценить их результативность… напряжение достигало предела человеческих возможностей и сил. День и ночь шла работа в тесном контакте с оперативным управлением Генерального штаба, который своевременно и четко снабжал нас оперативной информацией, а разведывательное управление — данными о противнике. Словом, весь Генеральный штаб, что называется, работал на нас — историков». (Ф. Д. Воробьев «Записки военного историка» М. 2010, с. 41).

### Сталинград
К началу декабря 1942 г., когда почти 6 месяцев происходило ожесточённое сражение на подступах к Сталинграду, распоряжением начальника Генерального штаба в срочном порядке была сформирована группа историков Военно-исторического отдела для изучения, а затем описания развернувшихся событий на Сталинградском направлении. В составе этой группы Ф. Д. Воробьёв отправился в действующую армию для работы над темой «Битва под Сталинградом» «Битва под Сталинградом» Краткий очерк: . Работа проходила в войсках и штабах Сталинградского, Донского и Юго-Западного фронтов с декабря 1942 г. по 4 февраля 1943 г. Результатом послужил труд «Битва под Сталинградом», одобренный Василевским А. М. и изданный Военным издательством Народного Комиссариата Обороны в 1944 г. Кроме того, Ф. Д. Воробьёв принимал участие в исследовании и был соавтором опубликованных в 1943 г. сборниках материалов по изучению опыта войны (№ 6, 7) «Котельниковская операция 1942 г.», «Разгром немецких войск под Сталинградом», «Некоторые вопросы из опыта битвы под Сталинградом» и др. В этом же году вышли в свет две работы на тему «Оборона Севастополя» «Оборона Севастополя» в соавторстве с Замятиным Н. М. Работа велась очень напряженно, в условиях боевой обстановки, зачастую под артиллерийским обстрелом, практически без отдыха. Однако, было подготовлено и опубликовано шесть крупных работ. Командование высоко оценило заслуги военного историка, и приказом НКО № 03019 от 8 мая 1943 г. Ф. Д. Воробьеву было присвоено звание полковника.

### Курская дуга, Воронежский и Степной фронты
14 февраля 1943 г. Ф. Д. Воробьёв в составе группы военных историков прибыл в Ростов-на-Дону в соответствии с указанием Генерального штаба — находиться в войсках Юго-Западного, Воронежского, Центрального фронтов, Степного округа (с 9 июля 1943 г. Степного фронта), чтобы воспроизвести события на Курской дуге, которые должны были развернуться в это время. Итогом стали две книги «Битва под Курском», вышедшие в свет в 1946—1947 гг. в закрытом варианте.
С августа 1943 г. по октябрь 1943 г. Ф. Д. Воробьёв находился в войсках и штабах Воронежского и Степного фронтов во время оборонительных и наступательных действий. В своих воспоминаниях он особо отмечает, что, несмотря на то, что военные историки находились на передовой, одна из главных особенностей их работы состояла в том, чтобы своими действиями не нарушать ритм работы штабов и войск, поскольку их работа носила исследовательский характер, а действующие штабы и войска осуществляли практические дела. (Ф. Д. Воробьев «Записки военного историка» М. 2010, с. 33)

### Москва
В 1944 г. авторскому коллективу, в число которого входил Ф. Д. Воробьев, было дано указание Генерального штаба — обобщить события, развернувшиеся на всем советско — германском фронте от Северного до Чёрного морей, протяженностью более 3 тыс. км. Накопленный богатый опыт, в связи с пребыванием в действующей армии в период с 1941—1943 гг., позволял глубоко и обстоятельно воспроизводить события военных действий Красной Армии. Работа не прекращалась ни днём, ни ночью в тесном контакте с оперативным управлением Генерального штаба. Необходимо было осмыслить собранный материал, облечь в печатную форму, что требовало неимоверных физических и моральных усилий. Тем более, что группа должна была вскорости отправиться опять в действующую армию. Итогом стало множество выступлений в военной академии, перед командным составом. Монография «Битва под Курском», брошюра «Освобождение правобережной Украины», статья по боевым действиям войск Ленинградского, 3-го, 2-го, 1-го, Прибалтийского фронтов, Краснознаменного Балтийского флота по освобождению от гитлеровских оккупантов Эстонии, Латвии, Литвы (8-й удар) и др.

### Белорусский фронт. Берлинская наступательная операция
В середине января 1945 г. Ф. Д. Воробьёв в составе авторского коллектива прибыл опять в действующую армию на Белорусский фронт, командный пункт которого находился в Бирнбауме. Прежде всего приступили к созданию карты, которая охватывала пространство от Балтийского моря до отрогов Судетских гор, то есть полосу предстоящего действия войск 2-го, 1-го Белорусских и 1-го Украинских фронтов, чтобы отмечать на ней по дням ход боевых действий на основе глубокого изучения оперативных сводок и боевых донесений, поскольку именно эти фронты должны были выполнить главную задачу по овладению Берлином. На Воробьёва Ф. Д. была возложена дополнительная задача по составлению схем продвижения войск по дням Берлинской операции, с которой он успешно справился, работая в жестких условиях боевых действий. Накануне сражения на Берлинском направлении Воробьёв Ф. Д. находился на Кюстринском плацдарме, в районе дислокации артиллерийских позиций 8-й гвардейской армии. «От взрывов снарядов и авиационных бомб в воздухе высотой примерно до 100 м была образована стена дыма в полосе длинною 50 км. В воздух взлетали части укреплений и тела убитых…Нам нужно было следить не только за боевыми действиями войск 1-го Белорусского фронта и отражать их на своей карте. Нашей группе предстояло тщательно проанализировать все то, что делалось в полосе наступления 1-го Украинского фронта и что предпринималось на фронте предстоящего наступления войск 2-го Белорусского фронта…Задача состояла в том, чтобы своевременно и как можно точнее воспроизвести события.» (Ф. Д. Воробьев «Записки военного историка» М. 2010, с. 52, 53) Берлинская операция успешно завершилась 2 мая, и группа военных историков в срочном порядке была переправлена в Военно-исторический отдел Генерального штаба, чтобы приступить к созданию монографии «Берлинская операция 1945 года», работа над которой продолжалась более пяти лет.

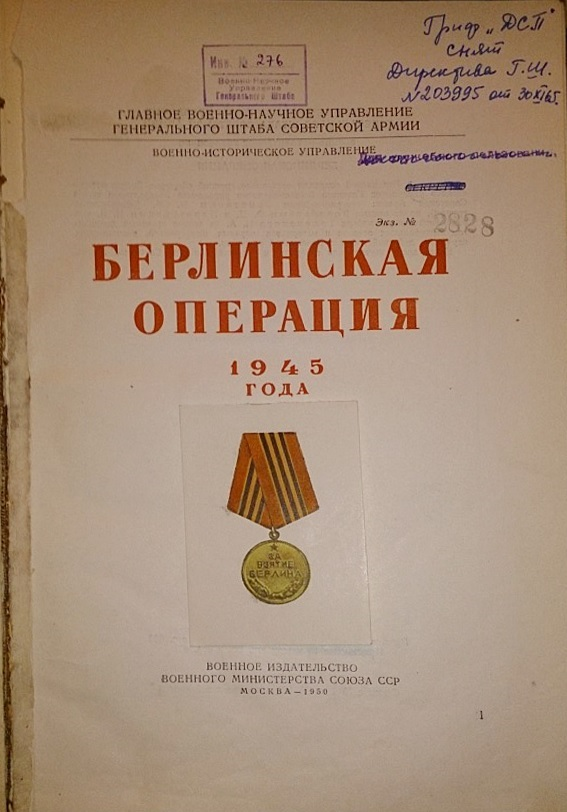
Монография Берлинская операция 1945 года

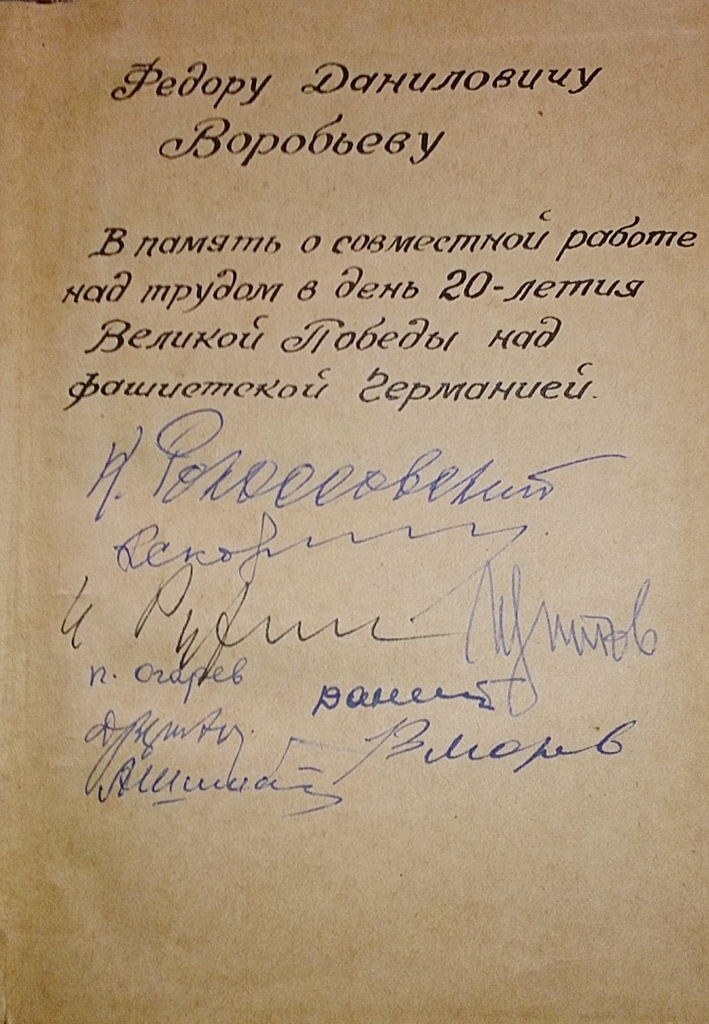
Титульная страница

Напряженная работа во время войны позволила в короткий срок создать монографии, ставшие фундаментом и базой для последующих поколений историков ВОВ. 

«Битва под Сталинградом» — Воениздат. 1944 г.

«Битва под Курском» в двух книгах — Воениздат 1946 −1947 гг.

«Берлинская операция 1945 г.» — Воениздат 1950 г.

«Десять сокрушительных ударов» — Воениздат 1945 г.
Монографии комплектовались подробными картами схемами, которые так же, явились основополагающими для последующих изданий по истории ВОВ. Во всех военно-исторических работах, где авторами были Замятин, Воробьев, Паротькин, все схемы по боевым действиям войск были выполнены Воробьевым. Это схемы к таким работам, как «Оборона Севастополя», «Битва под Сталинградом», «Битва под Курском», (две книги), «Десять сокрушительных ударов» и «Берлинская операция 1945», а также схемы к опубликованным статьям. В соавторстве с полковником Кравцовым В. М. Карта Победа Советских Вооруженных Сил в Великой Отечественной войне 1941—1945 гг. — Военно-Топографическое управление Генштаба. Карта-плакат. (Год издания 1951). И все это было выполнено во время боевых действий, на фронтах Великой Отечественной войны, а окончательно завершено в послевоенный период.

## Деятельность после Великой Отечественной войны
После окончания Великой Отечественной войны Ф. Д. Воробьёв продолжает службу в Военно-историческом управлении Генерального Штаба. Работа продолжала быть очень напряженной, так как встал вопрос о развертывании крупномасштабного исследования операций Великой Отечественной войны и издания накопленного материала. Достоверность исследований достигалась в результате тщательного, глубокого изучения всех оперативных документов и сводок дивизий, корпусов, армий, фронта. Материалы были уникальны по своей природе, потому что их основу составляли данные, полученные непосредственно на фронтах войны. Впервые в отечественной военной литературе подробно рассматривались замыслы сторон, предшествующие операции, комментировались решения командующих, ход самой операции, подводились итоги и делались выводы в рамках военного искусства.
В 1949 году вышел в свет фильм «Сталинградская битва» Воробьёв Ф. Д. принимал участие в картине, в качестве главного военного консультанта.
В марте 1955 года заканчивается военная служба. После Генерального штаба Воробьёв Ф. Д. переходит на работу в Институт Военной Истории Министерства Обороны, продолжая активно трудиться, выполняя историческую миссию военного летописца.

## Государственный музей обороны Москвы. Выставка.

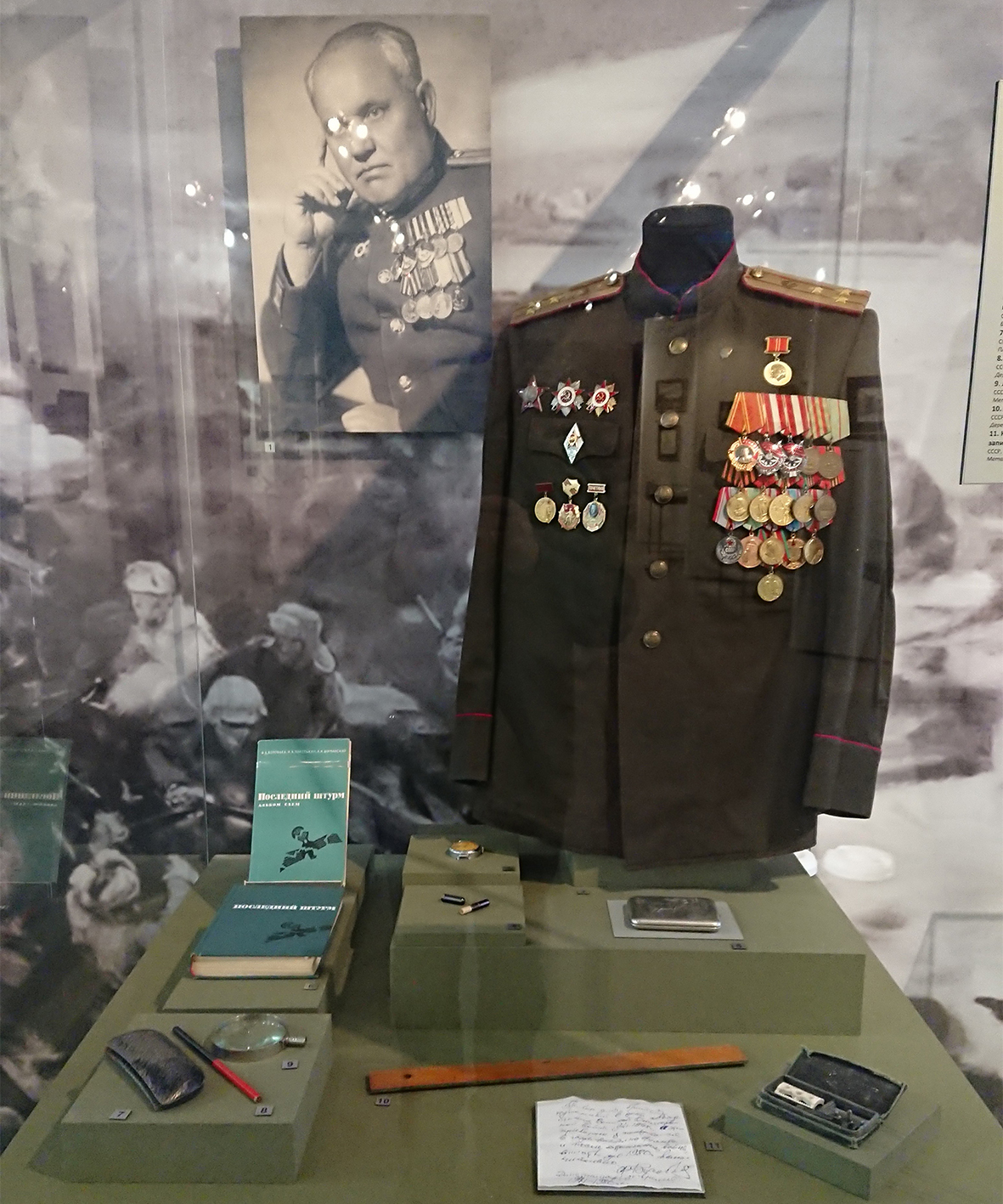
Китель с наградами. Монография "Последний штурм "Берлинская операция 1945г.) с альбомом карт-схем. Воениздат 1970г. Личные вещи
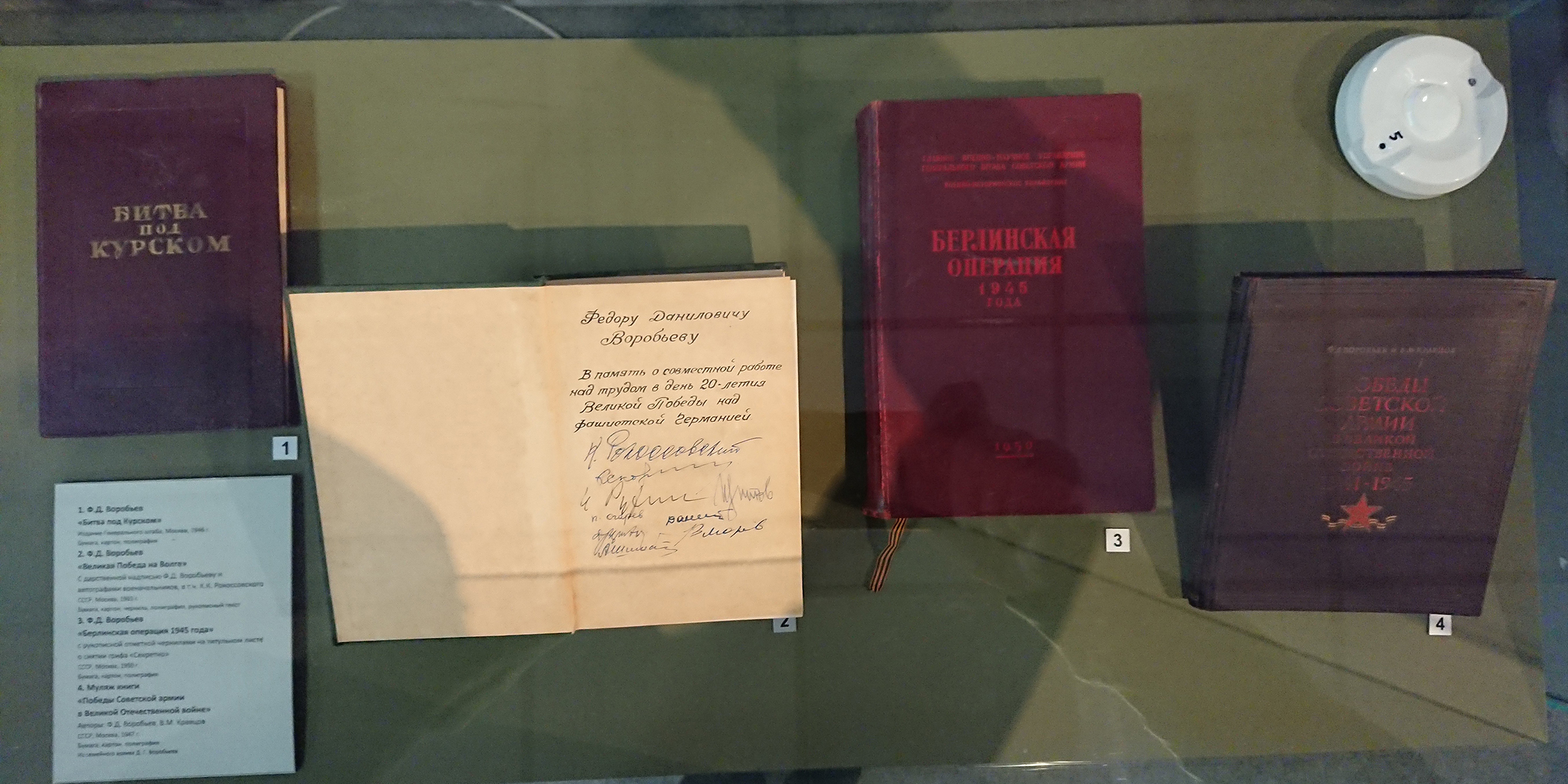
Монографии "Битва под Курском" Воениздат 1946г., "Великая битва на Волге". Под редакцией маршала Рокоссовского. Воениздат 1965г., "Берлинская операция" Воениздат 1950г. Макет книги "Победы Советской Армии в ВОВ 1941-1945гг"
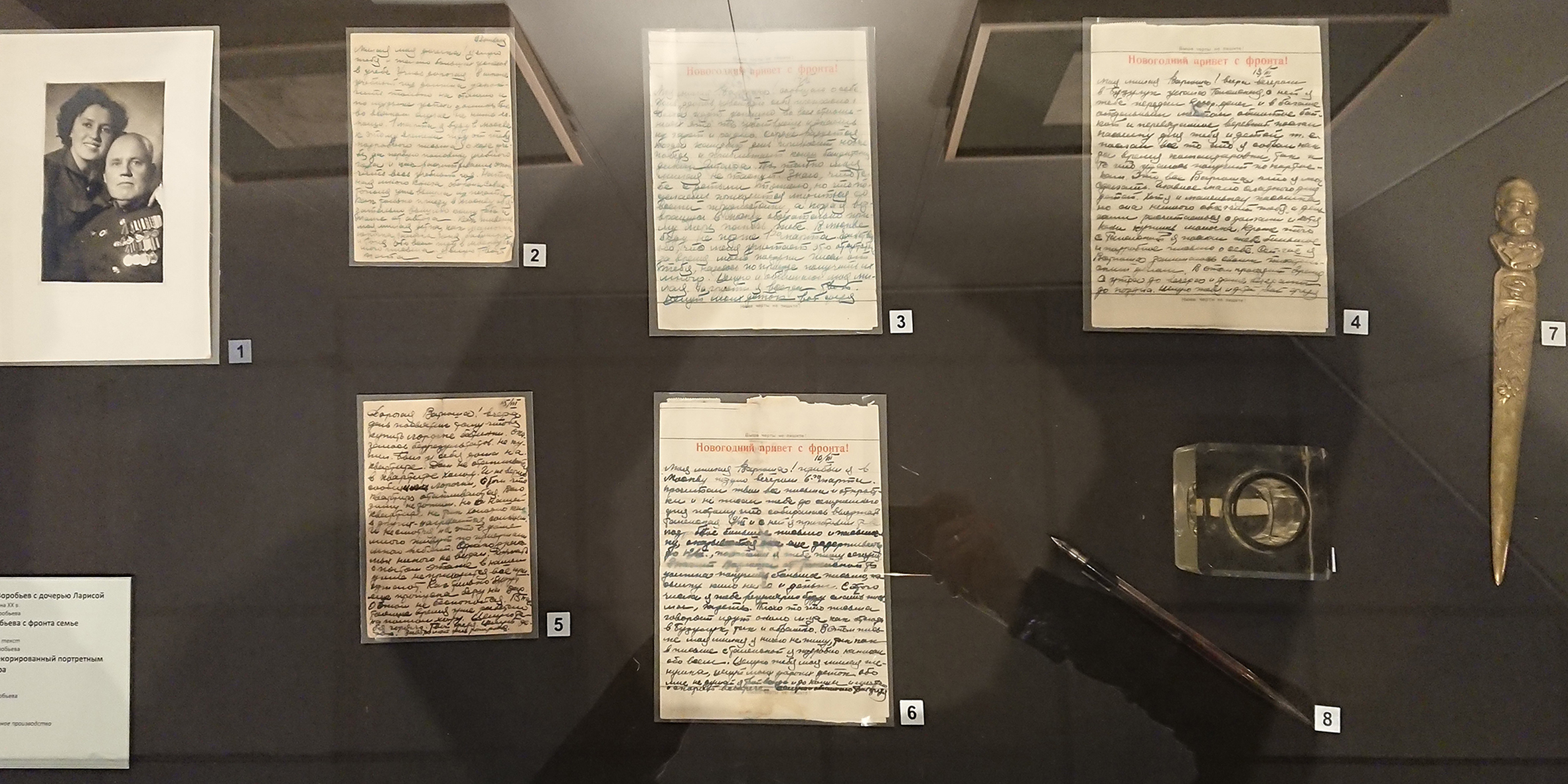
Фотография Воробьева Ф.Д. с дочерью Ларисой, письма с фронта, личные вещи

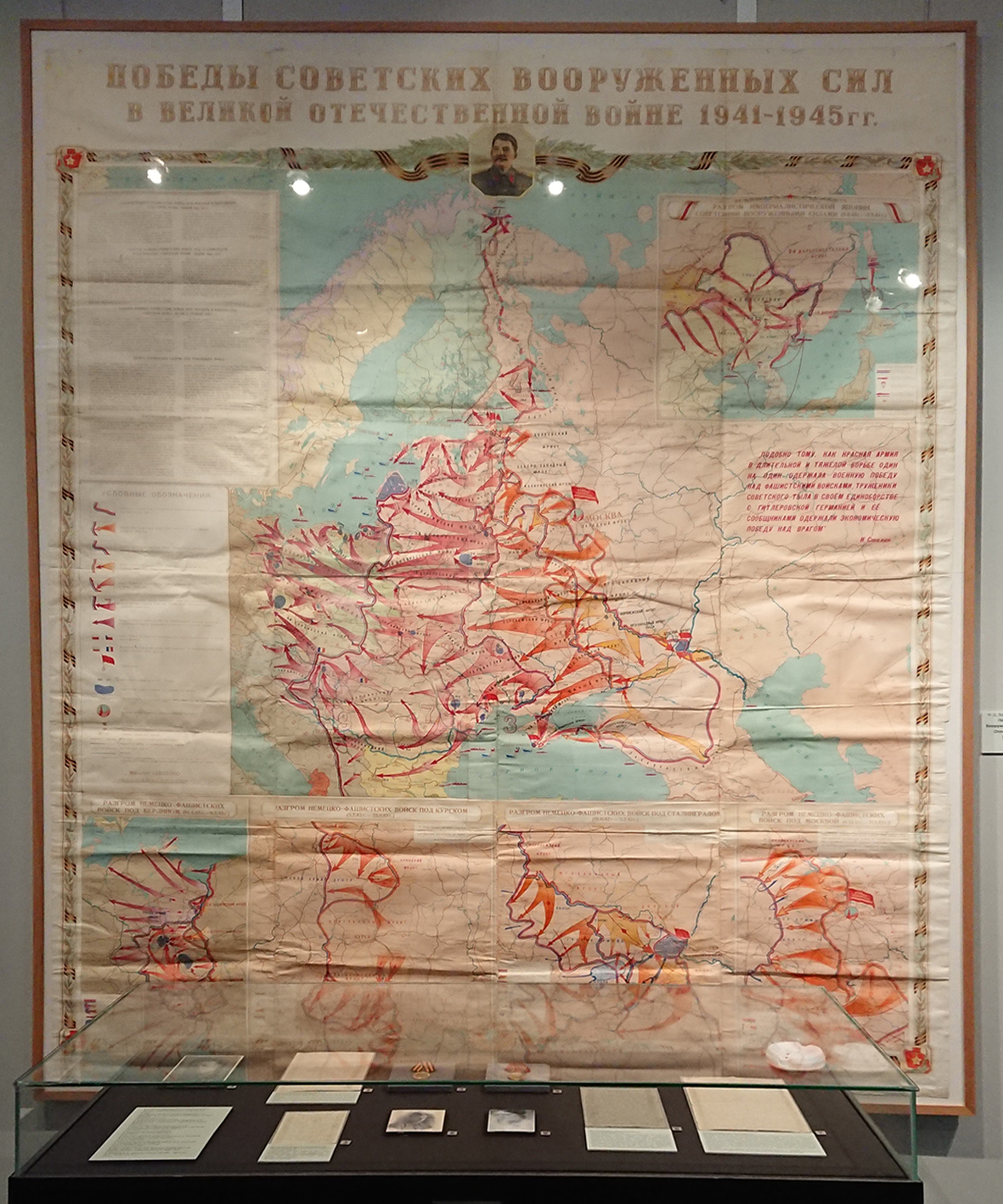
Карта-схема 1951г."Победы Советских вооруженных сил в Великой Отечественной войне 1941-1945гг"
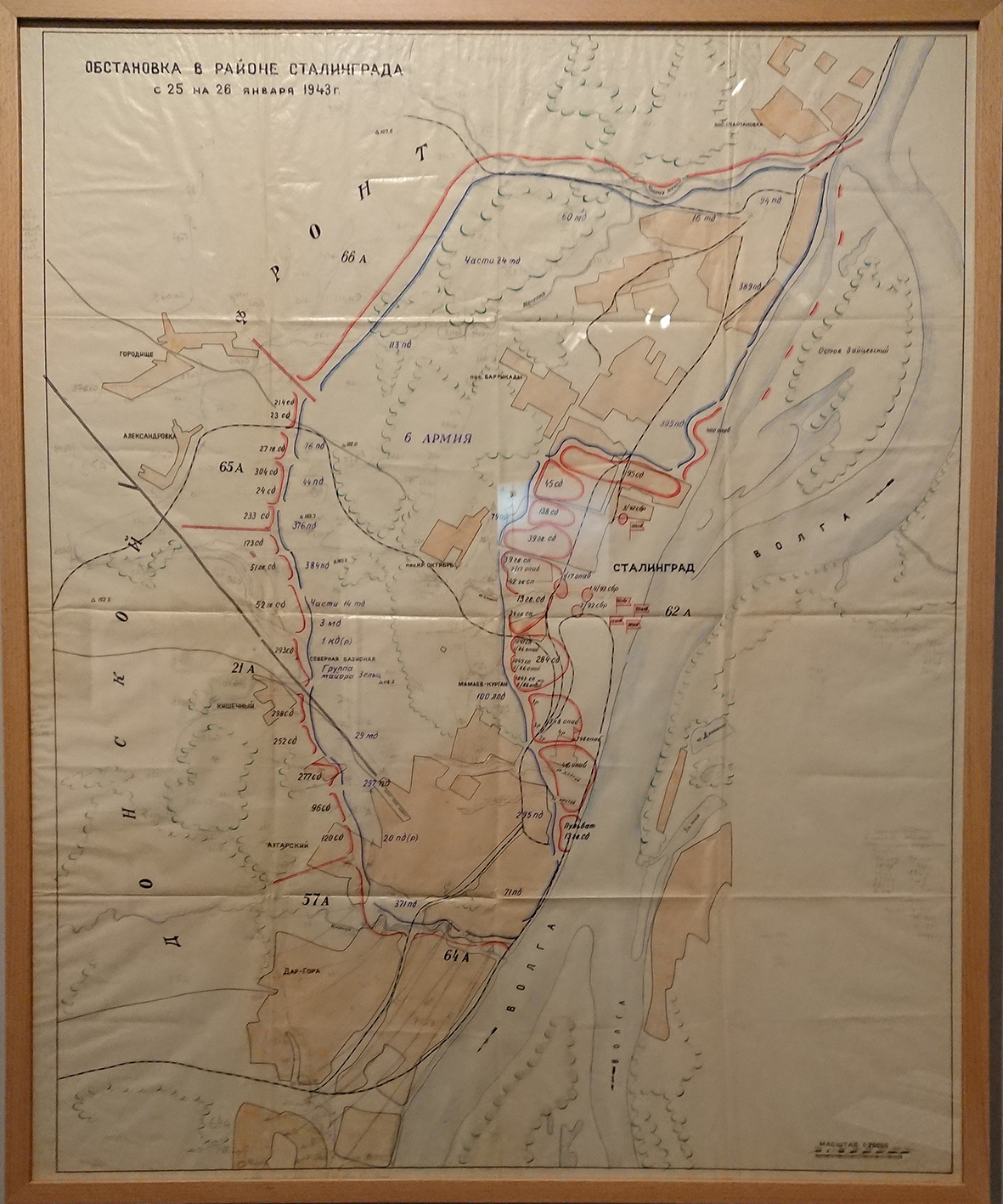
Карта-схема "Обстановка в районе Сталинграда в период с 25 по 26 января 1943 г."
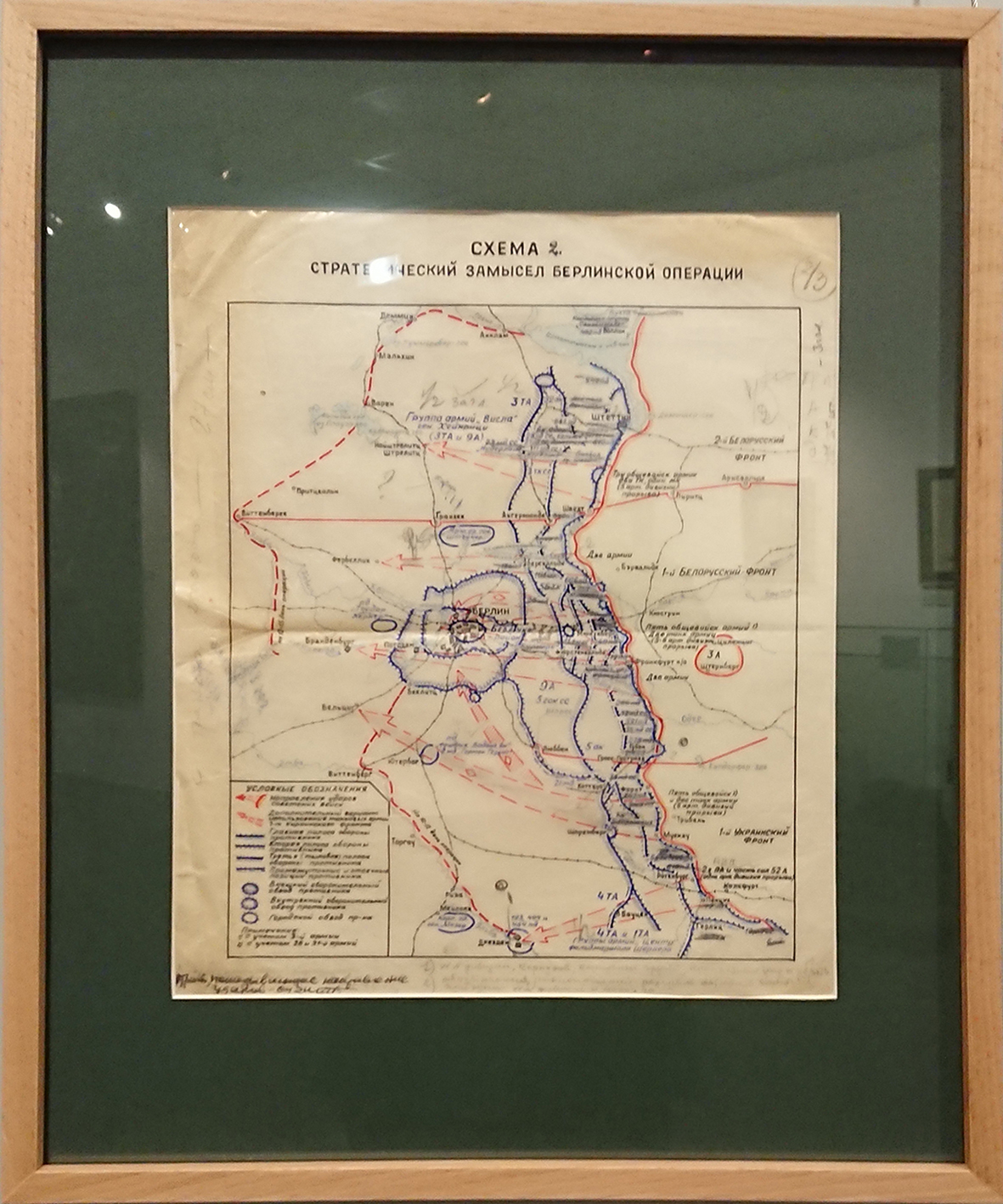
Карта-схема "Стратегический замысел Берлинской операции"